# Bence Béres
Bence Béres (* 26. August 1992 in Komárom) ist ein ehemaliger ungarischer Shorttracker.

## Werdegang
Béres trat international erstmals bei den Juniorenweltmeisterschaften 2008 in Bozen in Erscheinung, wobei er den 33. Platz im Mehrkampf und den neunten Platz mit der Staffel errang. Zu Beginn der Saison 2008/09 nahm er in Salt Lake City erstmals am Weltcup teil, wobei er auf den 33. Platz über 1500 m und auf den 29. Rang über 1000 m kam. Im weiteren Saisonverlauf belegte er bei den Juniorenweltmeisterschaften 2009 in Sherbrooke den 45. Platz im Mehrkampf sowie den sechsten Rang mit der Staffel und gewann bei den Europameisterschaften 2009 in Turin die Bronzemedaille mit der Staffel. In den folgenden Jahren lief er bei den Juniorenweltmeisterschaften 2010 in Taipeh auf den 21. Platz im Mehrkampf sowie auf den zehnten Rang mit der Staffel, bei den Weltmeisterschaften 2010 in Sofia auf den 33. Platz im Mehrkampf, bei den Juniorenweltmeisterschaften 2011 in Courmayeur auf den 15. Platz im Mehrkampf sowie auf den 11. Rang mit der Staffel und bei den Europameisterschaften 2011 in Heerenveen auf den 26. Platz im Mehrkampf sowie auf den sechsten Rang mit der Staffel. Zudem kam er in der Saison 2011/12 bei den Juniorenweltmeisterschaften 2012 in Melbourne auf den 17. Platz im Mehrkampf sowie auf den vierten Rang mit der Staffel und bei den Europameisterschaften 2012 in Mladá Boleslav auf den 13. Platz im Mehrkampf sowie auf den achten Rang mit der Staffel. 
In der Saison 2012/13 wurde Béres bei den Weltmeisterschaften 2013 in Budapest Achter mit der Staffel und holte bei den Europameisterschaften 2013 in Malmö die Bronzemedaille mit der Staffel. Nachdem er zu Beginn der Saison 2013/14 in Shanghai mit dem zehnten Platz über 1000 m seine einzige Top-Zehn-Platzierung im Weltcupeinzel erringen und bei der Winter-Universiade 2013 in Trient die Goldmedaille mit der Staffel gewinnen konnte, kam er bei den Europameisterschaften 2014 in Dresden auf den fünften Platz mit der Staffel und beim Saisonhöhepunkt, den Olympischen Winterspielen 2014 in Sotschi, auf den 33. Platz über 1500 m sowie auf den 26. Rang über 1000 m. In der Saison 2014/15 holte er bei den Europameisterschaften 2015 in Dordrecht die Silbermedaille mit der Staffel und absolvierte in Dresden seinen letzten Weltcup, welchen er auf dem 32. Platz über 1500 m beendete.

## Erfolge

### Olympische Spiele
- 2014 Sotschi: 26. Platz 1000 m, 33. Platz 1500 m

### Shorttrack-Weltmeisterschaften
- 2010 Sofia: 27. Platz 500 m, 33. Platz Mehrkampf, 33. Platz 1000 m, 34. Platz 1500 m
- 2013 Budapest: 8. Platz Staffel

### Europameisterschaften
- 2009 Turin: 3. Platz Staffel
- 2011 Heerenveen: 6. Platz Staffel, 26. Platz Mehrkampf
- 2012 Mladá Boleslav: 8. Platz Staffel, 13. Platz Mehrkampf
- 2013 Malmö: 3. Platz Staffel
- 2014 Dresden: 5. Platz Staffel
- 2015 Dordrecht: 2. Platz Staffel

## Persönliche Bestleistungen
| Disziplin | Zeit         | Datum             | Ort      |
| --------- | ------------ | ----------------- | -------- |
| 500 m     | 41,481 s     | 19. Dezember 2013 | Trient   |
| 1000 m    | 1:26,810 min | 20. Dezember 2013 | Trient   |
| 1500 m    | 2:17,958 min | 17. Januar 2015   | Budapest |
| 3000 m    | 5:05,712 min | 30. Dezember 2011 | Budapest |